# あけすけ
『あけすけ』は、2000年4月3日から同年9月25日まで日本テレビ系列局で放送されていた広島テレビ製作のバラエティ番組である。放送時間は毎週月曜 24時12分 - 24時47分 (JST) 、日本テレビ系全国ネットの深夜番組放送枠『ZZZ』月曜第2部の番組として放送。

## 概要
鈴木紗理奈、真中瞳、加藤明日美の3人が一般女性たちから「女の本気」を学ぶため、彼女たちの下を訪れて一緒に様々な物事を体験していた深夜番組である。全編ロケの収録VTRによって構成されていた。番組タイトルの「あけすけ」とは、「つつみかくさぬこと、ありのまま」を意味する言葉である（広辞苑より）。
加藤にとってはこれが初のレギュラー番組となったが、結果としては半年で終了した。番組の終了後、広島テレビの製作枠は替わって『ZZZ』水曜第2部へと移行し、ここで次の製作番組『松本紳助』がスタートした。

## 出演者
- 鈴木紗理奈 - 「あけすけ3姉妹」の長女役で出演。
- 真中瞳 - 「あけすけ3姉妹」の次女役で出演。
- 加藤明日美 - 「あけすけ3姉妹」の三女役で出演。
- 美川憲一 - ストーリーテラー、ご意見番
- 伊倉一恵 - ナレーターを担当。

## エンディングテーマ
- ユメオチ（杏子）
- Don't Think Twice, It's All Right（WAG）
- パーフェクトワールド（藤木直人）
- GLAMOROUS（BUCK-TICK）

## スタッフ
- 構成：藤井茂春、金森直哉、大野慶助、塩野智章
- リサーチ：鳳亜希子・瀧田真弓（2人共フルタイム）
- 美術：テレフィット
- 美術プロデューサー：広津憲久
- タイトル：安居院一展
- メイク：福島久美子
- スタイリスト：繁田美千穂、稲葉かな子
- 技術協力：ジャパンテクニカルアート、テクノマックス
- カメラ：伊勢本活敬、大木善央
- VE：石田敦
- 音声：下田由紀
- 照明：和氣義幸
- 編集：岩崎秀徳（IMAGICA）
- MA：吉田肇
- 音効：堺慶史郎（佳夢音）
- 協力：アーティストハウス・ピラミッド
- 制作進行：佐々木雅子
- ディレクター：松岡浩、植竹克之（ncv）、山下浩史（HTV）
- 演出：林田竜一（ncv）
- プロデューサー：日向野明（ncv）、栗原克昭（アーティストハウス・ピラミッド）
- チーフプロデューサー：杉浦正昭（HTV）
- 制作協力：ncv
- 製作著作：HTV広島テレビ